# Aéroport d'Aketi
L'Aéroport d'Aketi (ICAO : FZKN) est une piste d'atterrissage servant la localité d'Aketi, chef-lieu du territoire éponyme de la province du Bas-Uele en république démocratique du Congo. La piste est située au sud-est de la localité, de l'autre côté de la rivière Itimbiri, et on y accède par un ferry.

## Situation en RDC
| Bandundu Basango Mboliasa Bunia Gbadolite Gemena Goma Ilebo Kalemie Kananga Kikwit Kindu Kinshasa-Ndjili Kinshasa-N'Dolo Kisangani Kolwezi Lodja Lubumbashi Matari Matadi Mbandaka Mbuji Mayi Nioki Tshikapa Tshumbe |